# 原忠順

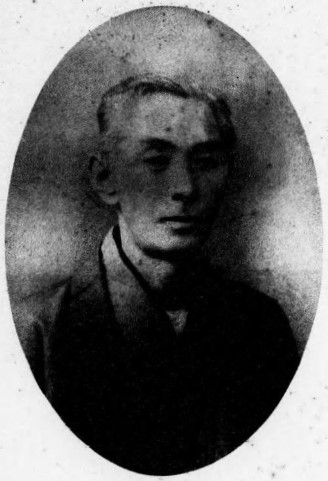
原忠順

原 忠順（はら ただゆき、1834年9月23日（天保5年8月21日） - 1894年（明治27年）10月28日）は、幕末から明治時代の政治家、武士。貴族院多額納税者議員。通称は弥太右衛門。

## 経歴
肥前鹿島藩士。藩命で江戸の昌平黌に学ぶ。藩主鍋島直彬の側近を務め藩論を尊王に纏めた。鹿島藩大参事を経て、東京府に出仕する。1872年（明治5年）には直彬と共にアメリカに留学し『米政撮要』を著した。1874年（明治7年）内務省補となり、1879年（明治12年）直彬が沖縄県令に就任した際に沖縄県少書記官、同大書記官を歴任した。
1890年（明治23年）佐賀県多額納税者として貴族院議員に互選され、同年9月29日から務めたが、在任中に死去した。

## その他

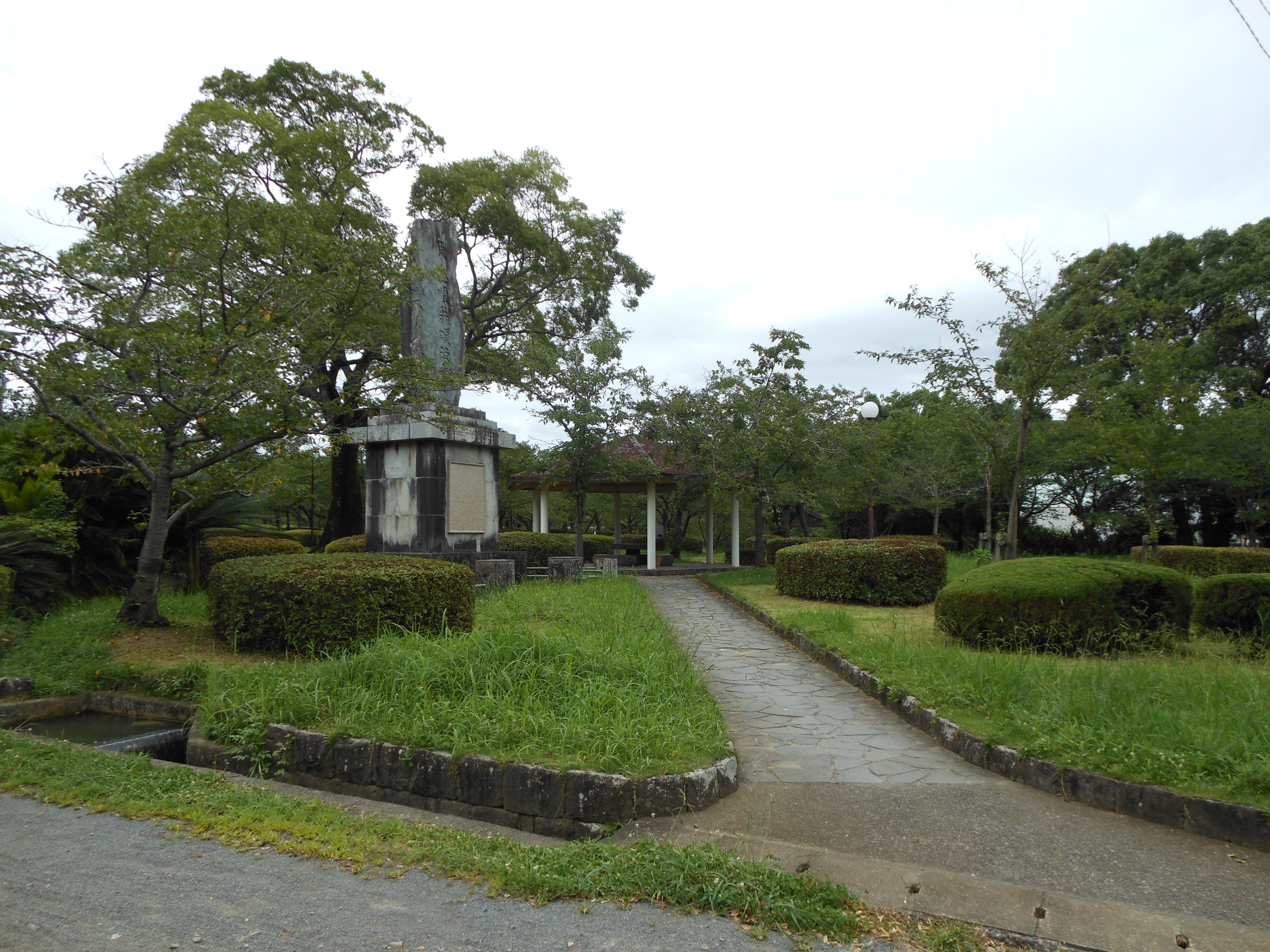
原忠順翁頌徳碑

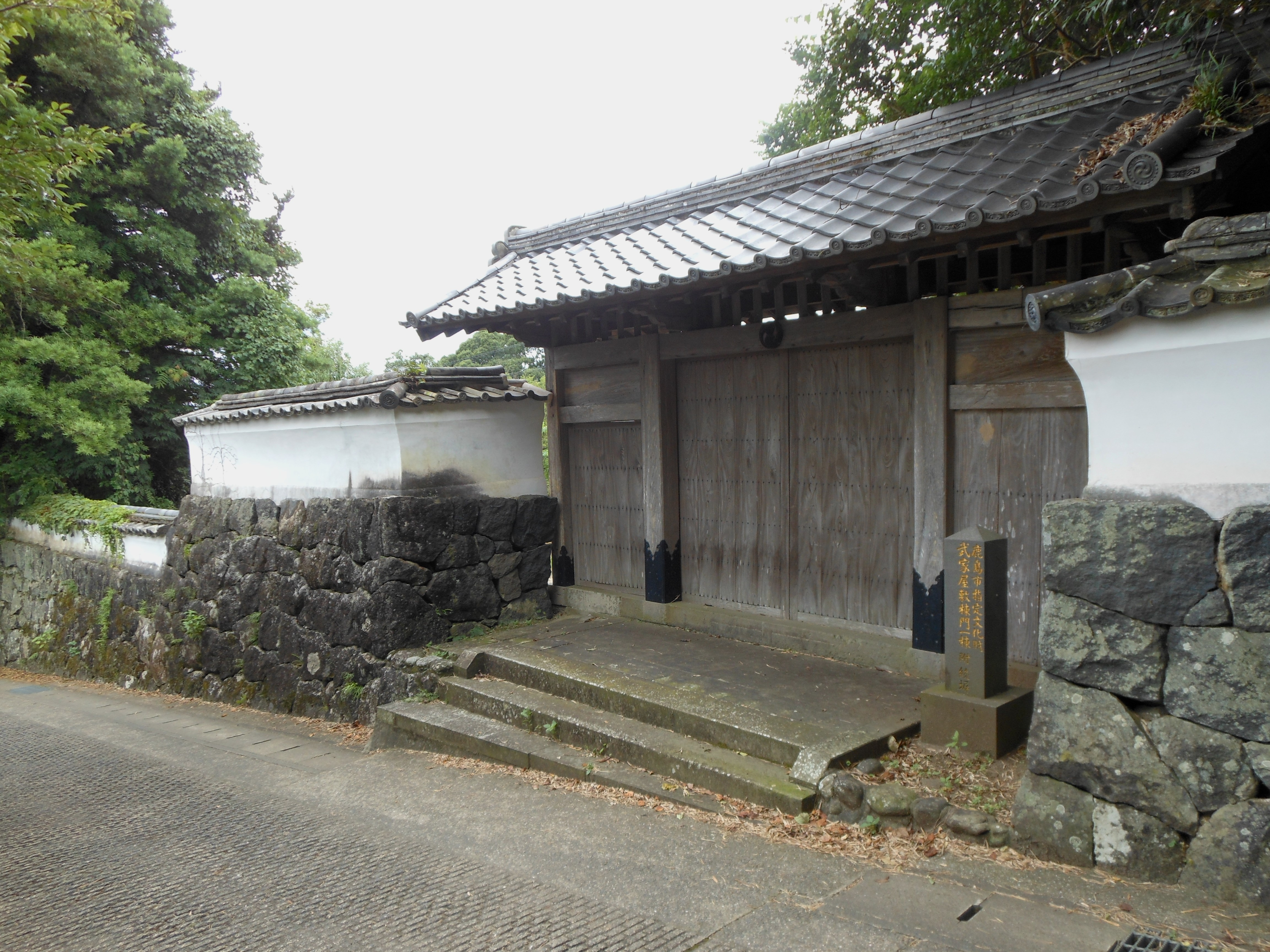
原忠順屋敷の棟門

鹿島市の旭ヶ岡公園には、原を顕彰する石碑「原忠順翁頌徳碑」が建立されている。
鹿島城（鹿島藩陣屋）域内には、原忠順の居宅だった茅葺きの屋敷が保存されている。その門は「武家屋敷棟門」として鹿島市の重要文化財（指定文化財）に指定されている。

## 親族
- 姪：中野万亀[7]